# Elio (Schiff)
Die Elio ist eine Doppelendfähre der italienischen Reederei Caronte & Tourist. Die Fähre verkehrt über die Straße von Messina und verbindet Sizilien mit dem italienischen Festland.

## Geschichte
Der Bauvertrag wurde im Juli 2016 geschlossen. Das Schiff wurde unter der Baunummer 30 auf der türkischen Werft Sefine Shipyard gebaut. Die Kiellegung fand am 15. Mai 2017, der Stapellauf, bei dem das Schiff zunächst von der Helling in ein Schwimmdock lief und in diesem dann aufgeschwommen wurde, am 24. Februar 2018 statt. Die Fertigstellung des Schiffes erfolgte am 18. Oktober 2018. Benannt ist das Schiff nach Elio Matacena, einer der Gründer der Reederei Caronte & Tourist.
Die Fähre des vom norwegischen Schiffsarchitekturbüro LMG Marin entworfenen Typs LMG 290-DEG verkehrt über die Straße von Messina zwischen Messina und Villa San Giovanni. Mit der ebenfalls für die Reederei Caronte & Tourist gebauten Pietro Mondello gibt es ein Schwesterschiff.
Der Betrieb der Fähre dient auch dazu, im Rahmen des GAINN4MOS-Projektes Erfahrungen mit Flüssigerdgas als Treibstoff für Schiffe zu sammeln. Das GAINN4MOS-Projekt hat zum Ziel, in den sechs EU-Mitgliedsstaaten Spanien, Frankreich, Portugal, Italien, Kroatien und Slowenien das Konzept der Meeresautobahn zu verbessern.

## Technische Daten
Das Schiff wird diesel-/gaselektrisch durch zwei Elektromotoren mit jeweils 2500 kW Leistung angetrieben. Die Elektromotoren treiben zwei Propellergondeln mit Zugpropellern an. Zusätzlich stehen zwei Wasserstrahlantriebe zur Verfügung. Die Stromerzeugung erfolgt durch drei Wärtsilä-Dual-Fuel-Motoren des Typs 6L34DF mit jeweils 3000 kW Leistung, die mit Dieselkraftstoff oder Flüssigerdgas betrieben werden können.
Durch den Betrieb mit Flüssigerdgas lassen sich die Emissionen im Vergleich zu Dieselkraftstoff bei CO2 um rund 30–40 %, bei Stickoxiden um rund 85–90 % und bei Schwefeloxiden und Feinstaub um jeweils fast 100 % reduzieren. Da die nötige Infrastruktur zum Betrieb der Fähre mit Flüssigerdgas noch fehlt, fährt diese zunächst überwiegend mit Marinedieselöl. Im Oktober 2024 wurde die Fähre zum ersten Mal im laufenden Betrieb mit Flüssigerdgas bebunkert, das per Tankwagen angeliefert wurde.
Das Schiff ist mit einem Schiffsstabilisator mit Schlingertanks ausgerüstet.
Die Fähre verfügt über sieben Decks, davon zwei Fahrzeugdecks. Auf dem Hauptdeck befindet sich ein geschlossenes Fahrzeugdeck. Das darüberliegende Fahrzeugdeck als durchlaufendes Fahrzeugdeck mit sieben Fahrspuren ist über herunterklappbare Rampen an beiden Enden der Fähre zugänglich, das Fahrzeugdeck auf den Hauptdeck ist über Rampen an Bord zugänglich. Das obere Fahrzeugdeck ist im mittleren Bereich der Fähre durch die Decksaufbauten überbaut. Die nutzbare Durchfahrtshöhe beträgt 5 m, die maximale Achslast beträgt 13 t. Auf zwei Decks der Decksaufbauten befinden sich die Einrichtungen für die Passagiere sowie an den Enden der Decks jeweils offene Deckbereiche mit Sitzgelegenheiten. Das Steuerhaus ist mittig auf die Decksaufbauten aufgesetzt.
Auf den Fahrzeugdecks stehen 628 Spurmeter zur Verfügung. Es können 290 Pkw befördert werden. Die Passagierkapazität der Fähre beträgt 1500 Passagiere. In den Wintermonaten ist die zugelassene Passagierkapazität auf 900 Personen reduziert.